# Антропова, Ирина Константиновна
Ирина Константиновна Антропова (урожд. Вишневская) (род. 2 июня 1982 года) - российская легкоатлетка (ультрамарафон).

## Карьера
Чемпион России по бегу на 100 км 2008 года. Бронзовый призёр чемпионата Европы 2008 года.
Победитель Московского ночного ультрамарафона 2009 года. Чемпион Европы 2009 года. Бронзовый призёр чемпионата мира 2009 года. Победитель пятисуточного ультрамарафона Вена - Братислава - Будапешт.
Чемпион России 2010 года.
Бронзовый призёр чемпионата Европы 2011 года.
Бронзовый призёр чемпионата Европы 2012 года. Серебряный призёр чемпионата мира 2012 года. Победитель ультрамарафона «Nacht van West-Vlaanderen» и суточного забега «Испытай себя». 
В 2013 году завоевала серебро ультрамарафона «Périgord Noir», серебро чемпионата Европы, бронзу знаменитого ультрамарафона «The Comrades», а также золото ультрамарафона «Nacht van West-Vlaanderen».
В 2014 году выиграла ультрамарафон «Elton Ultra Trail».
В 2015 году золото ультрамарафона «Elton Ultra Trail».
В 2015 году победительница российского этапа мирового забега Wings For Life World Run-2015

## Марафон
В 2006 году выиграла X Лесной марафон «Белочка».
В 2007 году выиграла XI Лесной марафон «Белочка».
В 2008 году выиграла XX Волгоградский марафон памяти Б.А.Гришаева, XII Лесной марафон «Белочка», открытый чемпионат Свердловской области в беге на 100 км, завоевала бронзу XXVIII Московского международного марафона мира.
В 2009 году выиграла сверхмарафон «Ночь Москвы» - чемпионат России по бегу на 100 км в помещении, Первый Офицерский марафон, 21 Волгоградский марафон, 13 Московский марафон.
В 2010 году Ирина выигрывает 2 Офицерский марафон, Волгоградский марафон памяти Б.А.Гришаева, 11 Зимний БиМ-марафон, а также завоёвывает бронзу XXX Московского международного марафона мира.
В 2011 году выигрывает полумарафон в честь паралимпийской чемпионки Т.А.Паньковой, XII марафон "Октябрьский колос".
В 2012 году выигрывает Волгоградский марафон памяти Б.А.Гришаева, 16 Марафон "Лужники", 3 Кроссовый марафон "Лосиный остров" - марафон IRC, 13 Марафон "Октябрьский колос".
В 2013 году выиграла марафонский пробег в честь 70-летия освобождения Ростова-на-Дону.
В 2014 году победила на 26 Апрельском марафоне клуба бега "Мир", 2 Кросс-кантри "Эльтон-2014" - Осенняя серия (56 км).
В 2015 году завоевала серебро на полумарафоне в честь паралимпийской чемпионки Т.А.Паньковой, а также выиграла 3 UMS-Ростов-марафон и 3 Марафон пустынных степей "Кросс-кантри Эльтон-2015".